# Kuriosester Buchtitel des Jahres
Der Kurioseste Buchtitel des Jahres ist ein undotierter Literaturpreis, der seit 2008 für den ungewöhnlichsten deutschsprachigen Buchtitel eines Jahres verliehen wird. Der Preis lehnt sich an den englischsprachigen Diagram-Preis an und wurde 2008 bis 2011 vom Börsenblatt für den Deutschen Buchhandel zusammen mit der Redaktion von Schotts Sammelsurium, gestiftet. Verliehen wird der Preis auf der Frankfurter Buchmesse.

## Details
Der Preisträger wurde bis 2011 in einem mehrstufigen Verfahren ausgewählt. Anhand von Einsendungen von Lesern und Buchhändlern wurde von einer Redaktion eine Longlist erstellt, aus der dann mit Hilfe einer Internet-Abstimmung eine Shortlist mit sechs Titeln ermittelt wurde. Der Sieger des Wettbewerbs wurde anschließend von einer dreiköpfigen Jury ausgewählt. 2010 setzte sich die Jury aus der Journalistin und Moderatorin Luzia Braun, dem Kabarettisten Eckart von Hirschhausen und dem Journalisten Bodo Mrozek zusammen. Als Preis wurden neben einer Urkunde traditionell eine Flasche Champagner und ein auf den Buchtitel zugeschnittener Sachpreis überreicht. 2010 war dies eine Flasche Spülmittel, 2011 eine Eieruhr.
Seit der Frankfurter Buchmesse 2013 wird der Preis durch die Literaturredaktion von Deutschlandfunk Kultur vergeben und auch als Mops des Jahres bezeichnet.

## Nominierungen und Preisträger

### 2008
- Preisträger:
  - Begegnungen mit dem Serienmörder. Jetzt sprechen die Opfer von Stephan Harbort (Droste Verlag)
- Finalisten (Shortlist):
  - Gräber selbst gestalten. Individuell Stilvoll Pflegeleicht.  von Ulrike Müller-Kaspar und Manuela Prinz
  - Wer bin ich – und wenn ja, wie viele? von Richard David Precht
  - Landwirtschaftliche Fahrzeuge beim Gülle- und Mistfahren von Michael Schauer
  - Vom Lustgewinn beim Speisen im Freien von Ingrid Schick
  - Ich reiß mir eine Wimper aus und stech dich damit tot von Josef Winkler

### 2009
- Preisträger:
  - Das Leben ist keine Waldorfschule von Mischael-Sarim Verollet (Verlag Ullstein Taschenbuch)
- Finalisten (Shortlist):
  - „Gestatten, Bestatter!“ Bei uns liegen Sie richtig von Peter Wilhelm
  - Weisse Wannen – technisch und juristisch immer wieder problematisch? von Deutscher Beton- u. Bautechnik-Verein und Fraunhofer-Informationszentrum Raum u. Bau (Hrsg.)
  - Als ich meine Mutter im Sexshop traf von Robert Neuendorf
  - Entschuldigung, sind Sie die Wurst? von Felix Anschütz, Nico Degenkolb, Krischan Dietmaier und Thomas Neumann
  - Schwester Helga – Du maximierst mein Glück: Der Arztroman zur Mikroökonomie von Thomas Hönscheid von der Lancken

### 2010
- Preisträger:
  - Zehn Tipps, das Morden zu beenden und mit dem Abwasch zu beginnen von Hallgrímur Helgason (dtv Verlagsgesellschaft)
- Finalisten (Shortlist):
  - Nichtamtlicher Leitfaden zur Bewältigung von Projekten und zur Abweisung diesbezüglicher Irrtümer. Oder: Regeln für Hans-Peter von Frank Buddrus
  - An dem Tag, als ich meine Friseuse küsste, sind viele Vögel gestorben von Josef Kleindienst
  - Der Tod auf der Schippe. Oder was Archäologen sonst so finden von Angelika Franz
  - Texas als Texttitel. Ein Rabiatkomödienroman von Max Höfler
  - Die Frau, die allein ein ganzer Tisch war von Tor Åge Bringsværd

### 2011
- Preisträger:
  - Frauen verstehen in 60 Minuten von Angela Troni[5]
- Finalisten (Shortlist):
  - Die Moldau im Schrank von Nina Maria Marewski
  - Kaninchen besser verstehen: Verhalten beobachten und Probleme lösen von Christiane Kautz
  - Tip des Tages: zehn Jahre von Günther Paal
  - Grün, wild und schmackhaft: Lebendige Nahrung gratis aus der Natur von Marie-Claude Paume
  - Die literarische Pantomime: Studien zu einer Literaturgattung der Moderne von Hartmut Vollmer

### 2013
- Preisträger:
  - Mal meine Möpse aus! – Ein Malbuch für Männer von D. D. Stacks (Riva Verlag)[4]

### 2014
In diesem Jahr fand auf beiden deutschen Buchmessen eine Preisverleihung statt:
- Preisträger auf Leipziger Buchmesse:
  - Mein Jahr als Säugetier: Das ehrliche Stillbuch von Theresa Thönnissen, (Knaur-Verlag)[6]

- Preisträger auf Frankfurter Buchmesse:
  - Mit Kant-Zitaten zum Orgasmus von Moritz Netenjakob, (Verlag Kiepenheuer & Witsch)[7]

### 2015
- Preisträger:
  - Vokuhila. Als scheiße aussehn Mode war von Helene Mierscheid (dtv Verlagsgesellschaft)[8]

### 2016
- Preisträger:
  - Scheißschlau. Wie eine gesunde Darmflora unser Hirn fit hält von David Perlmutter (Mosaik Verlag)[9]

### 2017
- Preisträger:
  - Eltern haften an ihren Kindern. Überleben mit Nachwuchs (Ullstein Verlag)[10]
- Finalisten (Shortlist):
  - 39 Titel

### 2018
- Preisträger:
  - Scheiß auf Prinzessin, ich werd Einhorn! von Alexander Holzach (Pattloch Verlag)[11]

### 2019
- Preisträger:
  - Am Tatort bleibt man ungern liegen von Jörg Maurer (S. Fischer Verlag)[12]